# Arkadij Afanas'ev
Arkadij Georgievič Afanas'ev (in russo Аркадий Георгиевич Афанасьев?; Leningrado, 20 marzo 1959) è un ex calciatore sovietico e dal 1991 russo, di ruolo centrocampista.

## Carriera

### Club
Afanasyev cominciò la carriera con la maglia della Dinamo Leningrado. Vestì poi la casacca del Daugava Rīga e dello Zenit Leningrado. Dopo aver militato nelle file dei polacchi del Pogoń Stettino, emigrò in Norvegia e giocò prima nel Mjølner ed in seguito nel Grovfjord.

## Palmarès

### Club

#### Competizioni nazionali
- Campionato sovietico: 1

Zenit Leningrado: 1984